# Christopher Ondaatje
Philip Christopher Ondaatje /ɒnˈdɑːtʃiː/ (22 de febrero de 1933) es un hombre de negocios, filántropo, aventurero y escritor nacido en Sri Lanka y nacionalizado canadiense. Ondaatje es el hermano mayor de autor Michael Ondaatje.

## Biografía
Nacido en Ceilán (ahora Sri Lanka) de una familia de origen holandés e indio, Ondaatje fue a la Blundell School en el Reino Unido. Su nombre proviene de un antepasado indio llamó Ondaatchi de Thanjavur, Sur de la India. Después de que su padre alcohólico perdiera la fortuna familiar, Ondaatje tuvo que dejar la escuela. En 1956, Ondaatje emigró a Canadá, llegando a Toronto sin dinero, pero invirtiendo correctamente reconstruyó la fortuna familiar y fue uno de los tres miembros fundadores de Loewen Ondaatje McCutcheon. Se hizo multimillonario en la industria editorial. 
Representó a Canadá en el equipo de bobsleigh de cuatro hombres en la olimpiada de Invierno en Innsbruck. A pesar de que la primera selección masculina canadiense ganó el oro, su equipo acabó 14.º.

## Filantropía
Ondaatje Es un filántropo prominente; entre las instituciones que ha ayudado están: La Galería de Retrato Nacional, La Sociedad Geográfica Real, Somerset Club de Críquet del Condado, Blundell Escuela, El Centro de Críquet del Devon en Exeter Universidad, Lakefield Escuela Universitaria, Dalhousie Universidad, la Escuela de Ballet Nacional, el Real Ontario Museo, Massey Universidad en la Universidad de Toronto, Lester B. Pearson Universidad del Pacific, la Galería de arte de Nueva Escocia y el Chester Playhouse.
La Sociedad Real de Literatura tiene un premio con su nombre, también la Sociedad Real de Pintores de Retratos.

## Donaciones políticas
En 2000 Ondaatje donó £2 millones al Partido Laborista.

## Aventurero
Después de que muchos años de éxito, en qué Ondaatje estuvo considerado uno de los hombres de negocios más agresivos de Toronto dejó el mundo empresarial en 1995. Se mudó a Gran Bretaña y empezó una carrera como filántropo y aventurero.  Viajando a través de India y África, también se hizo escritor, siguiendo los pasos de su hermano pequeño Michael Ondaatje, un novelista renombrado. Sus libros describen sus viajes y aventuras. 
Su libro reciente Hemingway en África detalla sus tesis con respecto a la vida y motivaciones de Ernest Hemingway.

## Honores
Ondaatje Estuvo fue nombrado Caballero Bachelor por la Reina en 2003 por sus labores filantrópicas. También le hizo Comandante de la Orden del Imperio británico en 2000, y es un Agente de la Orden de Canadá y un Socio Sénior de la Massey Universidad. En 2011, le fue otorgada la medalla de oro de la Royal Canadian Geographical Society.
Fue elegido un Socio Honorario de la Sociedad Real de Literatura en 2003. Es también Socio Honorario de la Sociedad Geográfica canadiense Real.

## Publicaciones
- Olympic victory: The story behind the Canadian Bob-Sled Club's incredible victory at the 1964 Winter Olympic Games (1967)
- The Prime Ministers of Canada, 1867–1967 (1968)
- Leopard in the Afternoon — An Africa Tenting Safari (1989)
- The Man-eater of Punanai — a Journey of Discovery to the Jungles of Old Ceylon (1992)
- Sindh Revisited: A Journey in the Footsteps of Captain Sir Richard Francis Burton (1996)
- Journey to the Source of the Nile (1999)
- Hemingway in Africa: The Last Safari (2004)
- Woolf in Ceylon: An Imperial Journey in the Shadow of Leonard Woolf, 1904–1911 (2005)
- The Power of Paper: A History, a Financial Adventure and a Warning (2007)
- The Glenthorne Cat and other amazing leopard stories (2008)
- The Last Colonial: Curious Adventures & Stories from a Vanishing World (2011)
- Ondaatje, Christopher, ed. (2013). Love duet and other curious stories about music. Minehead, Somerset: Rare Books and Berry.